# Mau-Luto
Mau-Luto (Mauluto) ist eine osttimoresische Aldeia im Suco Motaulun (Verwaltungsamt Bazartete, Gemeinde Liquiçá). 2015 lebten in der Aldeia 582 Menschen.

## Geographie
Mau-Luto liegt im Südwesten des Sucos Motaulun. Nördlich und östlich liegt die Aldeia Classo. Im Westen grenzt Mau-Luto an den Suco Lauhata und im Süden an den Suco Fatumasi. Ein Seitenarm des Flusses Failebo fließt an der Westgrenze.
Straßen führen durch den Norden und den Westen Mau-Lutos. Im Norden liegt das Dorf Mau-Luto, dessen Ostteil sich in Classo befindet.

## Politik
2023 wurde Salvador dos Santos Paulo zum Chefe de Aldeia gewählt.